# 姆雷尼夫齊 (克列梅涅茨區)
49°52′17″N 25°38′43″E / 49.87139°N 25.64528°E
姆雷尼夫齊（羅馬化：Mlynivtsi）是位於烏克蘭西部特諾皮爾州裏克列梅涅茨區的村莊，面積7.61平方公里，2001年人口430，人口密度每平方公里56.5人。